# 오르쿤 쾩취
오르쿤 쾩취(튀르키예어: Orkun Kökçü, 2000년 12월 29일 ~ )는 튀르키예의 축구 선수이다. 그의 포지션은 미드필더로, 현재 튀르키예 쉬페르리그의 베식타시에서 활약하고 있다.

## 클럽 경력

### 페예노르트
그는 고향 하를럼 주변의 지역 클럽에서 활약한 후 FC 흐로닝언 유소년 팀에 입단했고, 2014년에 페예노르트 유소년 팀에 합류하였다. 2018년 9월 17일, 그는 4-0으로 이긴 VV 헤머르트와의 KNVB컵 1라운드 경기에서 17세의 나이로 페예노르트 데뷔전을 치렀고, 페예노르트의 두 번째 골을 기록했다. 2018년 12월 9일, 그는 FC 에먼과의 경기에서 교체 투입되어 에레디비시 데뷔전을 치렀고, 골과 어시스트를 기록했다. 2019년 4월 10일, 그는 페예노르트와의 계약을 2023년까지 연장했다. 2020년 6월 26일, 그는 페예노르트와의 계약을 2024–25시즌이 끝날 때까지 2년 더 연장하기로 합의했다.
2022년 9월 2일, 옌스 토른스트라가 떠난 후, 페예노르트의 아르너 슬로트 감독은 쾩취를 주장으로 선임했다. 쾩취는 주장으로, 에레디비시 2022-23 우승을 거두었다.

### 벤피카
2023년 6월 10일, 쾩취는 이적료 €25M에 특정 조건에 따라 €5M을 추가 지급하는 조건으로 벤피카와 5년 계약을 맺고 이적하였다. 이 금액은 2020년 다르윈 누녜스가 알메리아에서 이적료 €24M에 벤피카로 이적한 것을 능가하는 벤피카 역사상 최고 이적료 기록이며, 2022년 쾩취의 전 팀 동료 루이스 시니스테라를 이적료 €25M에 리즈 유나이티드로 이적시킨 이후 페예노르트 최고 이적료 수입이다.

## 국가대표팀 경력
쾩취는 네덜란드 U-18과, 네덜란드 U-19 대표팀에서 활약한 바 있다. 2019년 7월, 쾩취는 튀르키예 축구 국가대표팀에 합류할 의사를 밝혔다. 2019년 9월 6일, 그는 3-2로 패한 잉글랜드 U-21과의 2021년 UEFA U-21 축구 선수권 대회 예선전에서 튀르키예 U-21 대표팀 일원으로 데뷔전을 치렀다.
2020년 9월 6일, 그는 0-0으로 비긴 세르비아와의 네이션스리그 원정 경기에서 선발로 출전해 60분을 소화하며 튀르키예 축구 국가대표팀 데뷔전을 치렀다.

## 사생활
네덜란드에서 태어난 쾩취는 튀르키예와 아제르바이잔계 혈통이다. 그는 축구 선수인 오잔 쾩취의 동생이다. 그는 평생 베식타시의 팬이며, 미래에는 그가 어린 시절부터 응원해온 이 클럽에서 뛰고 싶어한다.

## 수상 내역
페예노르트
- 에레디비시: 2022–23[10]
- 요한 크라위프 스할: 2018[20]
- UEFA 유로파컨퍼런스리그 준우승: 2021–22[21]

개인
- 에레디비시 이달의 재능: 2019년 12월,[22] 2021년 3월[23]
- 에레디비시 이달의 선수: 2022년 1월,[24] 2022년 2월,[25] 2023년 4월[26]